# Gruffydd Evans, Baron Evans of Claughton
David Thomas Gruffydd Evans, Baron Evans of Claughton DL (* 9. Februar 1928 in Birkenhead, Merseyside; † 22. März 1992 in Metropolitan Borough of Wirral, Merseyside) war ein britischer Rechtsanwalt und Politiker der Liberal Party, der 1978 als Life Peer aufgrund des Life Peerages Act 1958 Mitglied des House of Lords wurde.

## Leben

### Herkunft, Solicitor und Kommunalpolitiker
Evans wuchs in einer Familie auf, die zur Presbyterian Church of Wales gehörte und in der die walisische Sprache gesprochen wurde. Sein Großvater stammte aus Anglesey, ließ sich 1884 als Bauunternehmer in Birkenhead nieder und war Unterstützer des 1917 in Birkenhead ausgetragenen National Eisteddfod.
Nach dem Besuch der Birkenhead Preparatory School, der Birkenhead School sowie der Friars School in Bangor begann er trotz eines Studienplatzangebots für die University of Oxford ein Studium der Rechtswissenschaften an der University of Liverpool, das er 1948 mit einem Bachelor of Laws (LL.B.) abschloss. Nachdem er anschließend als Unterleutnant (Pilot Officer) seinen Militärdienst bei der Royal Air Force abgeleistet hatte, ließ er sich als Solicitor in Liverpool nieder. Zugleich engagierte er sich als Rechtsberater des Presbyterium der Presbyterian Church of Wales in Liverpool.
Mitte der 1950er Jahre begann Evans seine politische Laufbahn in der Liberal Party und war zwischen 1956 und 1960 Sekretär der Liberalen Föderation von Lancashire, Cheshire sowie North West England. 1957 wurde er erstmals zum Mitglied des Rates von Birkenhead (Birkenhead County Borough Council) gewählt und gehörte diesem zwölf Jahre bis 1969 an. Während dieser Zeit war er zwischen 1960 und 1961 auch Vorsitzender der Jugendorganisation der Liberal Party (National League of Young Liberals).

### Erfolglose Unterhauskandidaturen und Geschäftsführender Vorsitzender der Liberal Party
Bei den Unterhauswahlen vom 15. Oktober 1964 kandidierte Evans für die Liberal Party im Wahlkreis Wallasey erstmals für ein Abgeordnetenmandat im House of Commons, unterlag dabei dem Wahlkreisinhaber der Conservative Party und früheren Verkehrsminister sowie Generalpostmeister Ernest Marples. In dieser Zeit war er zwischen 1964 und 1973 auch Vorsitzender des Freiwilligendienstes von Birkenhead.
1965 wurde er Nachfolger von Basil Wigoder als Geschäftsführender Vorsitzender der Liberal Party (Chairman of the Liberal Party National Executive) und bekleidete diese Funktion bis zu seiner Ablösung durch Timothy Beaumont 1967. Bei den Unterhauswahlen am 31. März 1966 kandidierte er abermals im Wahlkreis Wallasey, unterlag aber erneut Ernest Marples deutlich. Auf dem Parteitag der Liberal Party 1968 sprach er sich für den Ausschluss radikaler parteiinterner Gruppen aus.
Bei den Unterhauswahlen vom 18. Juni 1970 kandidierte Evans im Wahlkreis Birkenhead, wobei er auch diesmal nach dem Wahlkreisinhaber der Labour Party, Edmund Dell, der 20.980 Stimmen (50,7 %) erhielt, und dem Kandidaten der konservativen Tories, R. Kris, der 15.151 Stimmen (36,6 %) bekam, mit 4926 Wählerstimmen (11,9 %) lediglich den dritten Platz erzielte. Ferner wirkrer er zwischen 1970 und 1974 als Vorsitzender der Abbeyfield Society von Birkenhead. 

### Präsident der Liberal Party
Evans, der zwischen 1971 und 1974 Vorsitzender des Ausschusses zur Organisation der Parteitage der Liberal Party (Assembly Committee) war, wurde 1973 Mitglied des Rates des Metropolitan Borough of Wirral und war dort von 1973 bis 1977 Vorsitzender der Fraktion der Liberal Party. Zugleich wurde er 1973 Mitglied des Rates des Metropolitan County Merseyside und war dort zwischen 1977 und 1981 ebenfalls Vorsitzender der Fraktion der Liberal Party. Er war des Weiteren zwischen 1974 und 1978 erstmals Mitglied des Verwaltungsrates der Birkenhead School.
Nach dem Rücktritt des früheren langjährigen Parteivorsitzenden Jeremy Thorpe im Mai 1976 unterstützte er die Kandidatur von John Pardoe, der jedoch bei der Urwahl gegen David Steel mit 7032 zu 12.541 Stimmen unterlag. Anschließend unterstützte er Steel beim Aufbau einer kollegialeren Parteiführung sowie der Wiederherstellung der Einheit in der Partei.
1976 gründete Evans den Freundesverein zum Schutz des 1844 von Joseph Paxton gestalteten Birkenhead Park. Darüber hinaus war er zwischen 1977 und 1983 Mitglied des Beirates der University of Liverpool.
1977 wurde Evans Nachfolger von Basil Goldstone als Präsident der Liberal Party und übte diese Funktion turnusgemäß für ein Jahr bis zu seiner Ablösung durch Michael Steed 1978 aus. Zeitgleich fungierte er zwischen 1977 und 1979 auch als Vorsitzender des Wahlkampfausschusses der Partei (General Election Committee). In seiner Funktion als Parteipräsident sah er sich mit der Diskussion um Jeremy Thorpe konfrontiert, der den Wahlkreis North Devon noch als Abgeordneter im Unterhaus vertrat. Gegen Thorpe war zu dieser Zeit ein strafrechtliches Verfahren wegen Homosexualität und angeblicher Anstiftung zum Mord eingeleitet worden. Evans bat Thorpe daraufhin zum Fernbleiben vom Parteitag in Southport.

### Oberhausmitglied
Durch ein Letters Patent vom 24. April 1978 wurde Evans als Life Peer mit dem Titel Baron Evans of Claughton, of Claughton in the County of Merseyside, in den Adelsstand erhoben und gehörte bis zu seinem Tod dem House of Lords als Mitglied an. Seine offizielle Einführung (Introduction) als Mitglied des Oberhauses erfolgte am 26. April 1978 mit Unterstützung durch Basil Wigoder, Baron Wigoder und Timothy Beaumont, Baron Beaumont of Whitley.
In seiner Jungfernrede (Maiden Speech) im Oberhaus sprach er am 19. Mai 1978 zum Gesetzentwurf für innerstädtische Gebiete (Inner Urban Areas Bill), in der er die Labour Party-Regierung von Premierminister James Callaghan wegen der Beschränkung der Handlungsfreiheit der Kommunalverwaltungsbehörden kritisierte. Aufgrund seiner langjährigen kommunalpolitischen Erfahrung wurde er Sprecher der Oberhaus-Fraktion der Liberal Party für Wohnungsbau und Kommunalverwaltung. 1981 brachte er einen Gesetzentwurf zur Pachtreform (Leasehold Reform Bill) ein, um Landwirte auf gepachteten Flächen zu schützen. Allerdings wurde der Entwurf trotz Unterstützung von Labour-Politikern wie Cledwyn Hughes, Baron Cledwyn of Penrhos vor einer zweiten Lesung zurückgewiesen.
Am 16. September 1981 war Evans, der von 1980 bis 1981 Vorsitzender der Liverpool Luncheon Society war, Vorsitzender der Liberalen Versammlung in Llandudno, die einer Wahlallianz mit der Social Democratic Party (SDP) für die Unterhauswahlen am 9. Juni 1983 mit großer Mehrheit zustimmte. Bei der Unterhauswahl 1983 war er abermals Vorsitzender des Wahlkampfausschusses seiner Partei. Evans, der bereits zwischen 1979 und 1986 Vizepräsident des Landesverbandes der Liberal Party in Wales (Welsh Liberal Party) war, war im Anschluss von 1986 bis 1987 Präsident dieses Landesverbandes. Zuletzt war er von 1988 bis zu seinem Tod erneut Mitglied des Verwaltungsrates der Birkenhead School sowie zeitweise Deputy Lieutenant von Merseyside.